# Srđan Aleksić
Srđan Aleksić (Trebinje, 9. svibnja 1966. – Trebinje, 27. siječnja 1993.), srpski glumac amater i plivač iz Trebinja, poznat po tome što je izgubio život braneći sugrađanina islamske vjeroispovijesti od premlaćivanja.

## Životopis
Otac Rade bio je košarkaški trener, dok mu je majka Mira iz Prijedora rano umrla. Brat mu je poginuo u prometnoj nesreći iznad Petrovog polja u blizini Trebinja. Amaterski se bavio glumom za koju je više puta nagrađivan. Glumio je i tijekom rata u Bosni i Hercegovini, u predstavi "San ratne noći". Bio je pionirska plivačka nada Jugoslavije. U ratu se pridružio Vojsci Republike Srpske.
Dana 21. siječnja 1993. godine skupina pripadnika Vojske Republike Srpske je legitimirala osobe na trebinjskom trgu. Nakon što su ustanovili da je jedna od legitimiranih osoba musliman Alen Glavović, počeli su ga maltretirati i tuči. Tada je Srđan priskočio u pomoć Glavoviću, a četvorica vojnika su, umjesto istog, kundacima pušaka pretukli Srđana. Od zadobivenih ozljeda Srđan je pao u nesvijest, te naposljetku preminuo istog dana. Srđanov otac u osmrtnici je napisao: „Umro je vršeći svoju ljudsku dužnost.“ Jedan od napadača na Srđana je poginuo tijekom rata, dok su ostali osuđeni na 28 mjeseci zatvora.

## Nakon rata
Srđanu Aleksiću je postumno dodijeljena Povelja Helsinškog odbora za ljudska prava u Bosni i Hercegovini. Ulica Velikih drveta u Sarajevu je petnaest godina nakon Srđanove smrti nazvana po njemu. U obrazloženju je navedeno: „Bez ljudi kao što je Srđan Aleksić i njihovih junačkih djela, čovjek bi izgubio nadu u ljudskost, a bez nje naš život ne bi imao smisla.“ Prolaz u Zmaj-Jovinoj ulici u Novom Sadu je nazvan po Srđanu i tu je postavljena spomen-ploča u njegovu čast. U Pančevu je 2010. postavljena spomen-ploča, a prolaz u središtu grada dobio je njegovo ime. Predsjednik Republike Srbije Boris Tadić je 14. veljače 2012. godine postumno odlikovao Srđana Aleksića zlatnim odličjem Miloš Obilić za izraženu hrabrost i djelo osobnog junaštva. Predsjednik Republike Srpske Milorad Dodik ga je 9. siječnja 2013. odlikovao „Ordenom časti Republike Srpske sa zlatnim zracima“. 11. srpnja 2013. (18 godina nakon srebreničkog genocida) po Aleksiću je nazvana ulica pored Spomen-parka žrtvama ratova na prostoru bivše Jugoslavije u crnogorskom glavnom gradu Podgorici, a svečanosti je nazočio i Srđanov otac. Sredinom listopada 2013. odlučeno je da će se jedna ulica u Beogradu nazvati po Srđanu Aleksiću.
Alen Glavović danas živi u Švedskoj, oženjen je i ima dvoje djece. Svake godine posjećuje Trebinje, Srđanov grob i njegovog oca. Godine 2007. Radio-televizija Srbije je snimila i emitirala dokumentarni film o Srđanu Aleksiću pod nazivom „Srđo“. Trebinjsko kazalište „Slovo“, kojeg je Aleksić bio doživotni član, izvelo je 28. prosinca 2008. godine predstavu „Epilog“ u sjećanje na njega. Predstavu je režirao Predrag Ćurić, a ulogu Srđana Aleksića igrao je Al-Drubi Kristijan, mladi glumac iz Srbije.

## Vanjske poveznice
- Epilog o Srđanu Aleksiću  Arhivirana inačica izvorne stranice od 1. prosinca 2008. (Wayback Machine)
- Sjećanje na Srđana  Arhivirana inačica izvorne stranice od 20. listopada 2008. (Wayback Machine)